# 布托讷河畔尼阿耶
布托讷河畔尼阿耶（法語：Nuaillé-sur-Boutonne，發音：[nɥaje syʁ butɔn]）是法国滨海夏朗德省圣让当热利区曾经的一个市镇，位于该省东部，面积10.48平方千米，2022年1月1日人口为187人。2025年1月1日，布托讷河畔尼阿耶与市镇圣乔治-德隆格皮埃尔合并为新市镇里沃德布托讷，并成为了里沃德布托讷的委派市镇与政府驻地。

## 地理
布托讷河畔尼阿耶（46°0'49"N, 0°26'5"W）面积10.48平方千米，位于法国新阿基坦大区滨海夏朗德省，该省份为法国西部滨海省份，北起旺代省，西临大西洋，南至吉倫特省，东南接多爾多涅省，东北接德塞夫勒省接壤，东临夏朗德省。
与布托讷河畔尼阿耶接壤的市镇（或旧市镇、城区）包括：欧奈、莱塞格利斯-达让特伊、帕耶、圣帕尔杜、圣皮埃尔德利勒。
布托讷河畔尼阿耶的时区为UTC+01:00、UTC+02:00（夏令时）。

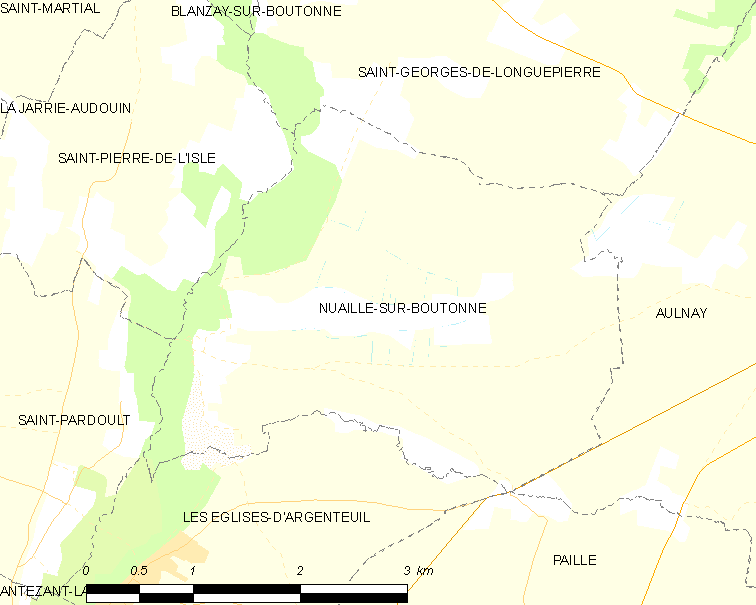
布托讷河畔尼阿耶的OSM定位图

## 行政
布托讷河畔尼阿耶的邮政编码为17470，INSEE市镇编码为17268。

## 政治
布托讷河畔尼阿耶所属的省级选区为马塔县。

## 人口

1962-2008年间布托讷河畔尼阿耶人口变化图示

布托讷河畔尼阿耶于2022年1月1日时的人口数量为187人。